# 轴鳞鳞毛蕨
轴鳞鳞毛蕨（学名：Dryopteris lepidorachis）为鳞毛蕨科鳞毛蕨属下的一个种。